# 1957 год в литературе
Список событий, связанный с литературой, произошедших в 1957 году.

## Премии

### Международные
- Нобелевская премия по литературе — Альбер Камю, «За огромный вклад в литературу, высветивший значение человеческой совести».

### Израиль
- Государственная премия Израиля:
  - Детская литература — Элиэзер Смоли;
  - Литература на иврите: Ури Цви Гринберг, Яаков Фихман.

### СССР
- Ленинская премия в области литературы:
  - Леонид Леонов, за роман «Русский лес»;
  - Муса Джалиль, за цикл стихотворений «Моабитская тетрадь»
- Апрель: началось издание белорусского журнала для детей «Вясёлка».

### США
- Пулитцеровская премия за художественную книгу — не присуждалась
- Пулитцеровская премия за лучшую драму — Юджин О’Нил, «Долгий день уходит в ночь» (англ. Long Day's Journey into Night).
- Пулитцеровская премия за поэзию — Ричард Уилбер,«Вещи этого мира» (англ. Things of This World ).

### Франция
- Гонкуровская премия — Роже Вайан, «Закон».
- Премия Ренодо — Мишель Бютор, «Изменение».
- Премия Фемина — Кристиан Мегре, «Перекресток одиночеств» (фр.  Le Carrefour des solitudes).

## Книги
- «Круг счастья. Легенды о царе Соломоне» — произведение Алексея Ремизова.
- «Тристан и Изольда» — произведение Алексея Ремизова.

### Романы
- «Атлант расправил плечи» (англ. Atlas Shrugged — роман Айн Рэнд.
- «В 4.50 из Паддингтона» (англ. 4:50 from Paddington) — роман Агаты Кристи.
- «В дороге» ( англ. On the Road) — роман Джека Керуака.
- «Вино из одуванчиков» (англ. Dandelion Wine) — роман Рэя Брэдбери.
- «Гражданин Галактики» (англ. Citizen of the Galaxy) — роман Роберта Хайнлайна.
- «Доктор Живаго» — роман Бориса Пастернака.
- «Замок на песке» — роман Айрис Мёрдок.
- «Из России с любовью» (англ. From Russia With Love) — роман Яна Флеминга.
- «Козёл отпущения» — роман Дафны Дюморье.
- «Обнажённое солнце» (англ. The Naked Sun) — роман Айзека Азимова.
- «Пнин» — роман Владимира Набокова.
- «Хроники семейства Уопшотов» (англ. The Wapshot Chronicle)  — роман Джона Чивера.

### Повести
- «Батальоны просят огня» — повесть Юрия Бондарева.
- «Полая вода» — повесть Михаила Никулина.
- «Страна багровых туч» — повесть братьев Стругацких.

### Малая проза
- «Судьба человека» — рассказ Михаила Шолохова.

### Пьесы
- «Орфей спускается в ад» (англ. Orpheus Descending) — пьеса Теннесси Уильямса.
- «Первая симфония» — пьеса Александра Гладкова.

## Персоналии

### Родились
- 10 февраля – Очирбатын Дашбалбар, монгольский поэт.
- 29 марта — Элизабет Хэнд, американская писательница.
- 17 мая — Петер Хёг, датский писатель.
- точная дата неизвестна — Латифе Текин, турецкая писательница.

### Умерли
- 10 января — Габриэла Мистраль, чилийская поэтесса, лауреат Нобелевской премии (родилась в 1889).
- 10 февраля — Лора Инглз, американская писательница (родилась в 1867).
- 22 апреля — Рой Кемпбелл, южноафриканский поэт и переводчик (родился в 1901).
- 21 мая — Александр Вертинский, русский эстрадный артист, киноактёр, композитор, поэт и певец (родился в 1889).
- 27 июня — Малькольм Лаури, англоканадский писатель (родился в 1909).
- 17 августа — Антанас Жукаускас-Венуолис, литовский писатель (родился в 1882).
- 3 сентября) — Энё Хельтаи, венгерский драматург, писатель, поэт (родился в 1871).
- 12 сентября — Жозе Линс ду Регу, бразильский писатель и литературный критик (родился в 1901).